# Siemidarżno
Siemidarżno (deutsch Zimdarse) ist ein Dorf im Powiat Gryficki (Kreis Greifenberg i. Pom.). Es liegt etwa sieben Kilometer südöstlich von Trzebiatów, 17 km nordöstlich von Gryfice und 86 km nordöstlich der Hauptstadt Szczecin.

## Geschichte
Vor 1945 gehörte die Region zu Deutschland. Zur Gemeinde Zimdarse gehörten auch die Wohnplätze Forsthaus Grünhaus, Forsthaus Hohenholz und Forsthaus Jungfernholz. 1925 lebten in Zimdarse 352 Menschen in 54 Wohnhäusern mit 72 Haushalten. Heute leben etwa 106 Menschen in dem Dorf.  Nach dem Zweiten Weltkrieg übernahm Polen die Verwaltung im Rahmen des Potsdamer Abkommens. Die verbliebene deutsche Bevölkerung wurde vertrieben und polnische Bevölkerung übernahm ihre zurückgelassenen Ländereien. Näheres dazu findet sich im Artikel Flucht und Vertreibung Deutscher aus Mittel- und Osteuropa 1945–1950.

## Söhne und Töchter des Ortes
- Friedrich-Karl Storm (1913–1987), deutscher Politiker (CDU), stellvertretender Vorsitzender des Bundestagsausschusses für Heimatvertriebene und Flüchtlinge